# شپشک‌های خزه‌نشین
شپشک‌های خزه‌نشین (نام علمی: Carayonemidae) نام یک تیره از بالاخانواده شپشک است.